# Søren Rieks
Søren Rieks, född 7 april 1987 i Esbjerg, är en dansk fotbollsspelare som har spelat för Malmö FF i Allsvenskan.

## Klubbkarriär
Rieks inledde sin fotbollskarriär i Esbjerg fB. I juli 2012 värvades Rieks av nederländska NEC Nijmegen, där han skrev på ett treårskontrakt.
I augusti 2014 skrev Rieks på ett 3,5-årskontrakt med IFK Göteborg.
Den 12 januari 2018 skrev Rieks på ett treårskontrakt med Malmö FF. I juli 2019 förlängde han sitt kontrakt till och med 2021. Med knappt tre månader kvar på sitt kontrakt så förlängde Rieks sitt kontrakt med Malmö FF till 2023. Den 8 november 2024 gick han ut med att han har hängt upp skorna på hyllan.

## Meriter
Esbjerg fB
- Vinnare av Danmarks andradivision: 2011/2012

 IFK Göteborg
- Svensk cupvinnare: 2014/2015

 Malmö FF
- Svensk mästare: 2020, 2021, 2023, 2024
- Svensk cupvinnare: 2022, 2024